# Nicolás V (antipapa)
Pietro Rainalducio, conocido como Nicolás V (Corvara, c. 1260 - Aviñón, 16 de octubre de 1333), fue un antipapa de la Iglesia católica, de 1328 a 1330, durante el pontificado de Juan XXII (1316-1334).

## Biografía
Pietro Rainalducio nació en Corvara, un pueblo de la provincia de Pescara en Abruzzo. Se casó con Juana di Matteo de quien más tarde se separó. Al poder anular su matrimonio entró en la Orden de los Frailes Menores, donde se hizo muy famoso por sus grandes dotes en la predicación. Fue trasladado al convento del Ara Coeli en Roma.

### Elección como antipapa

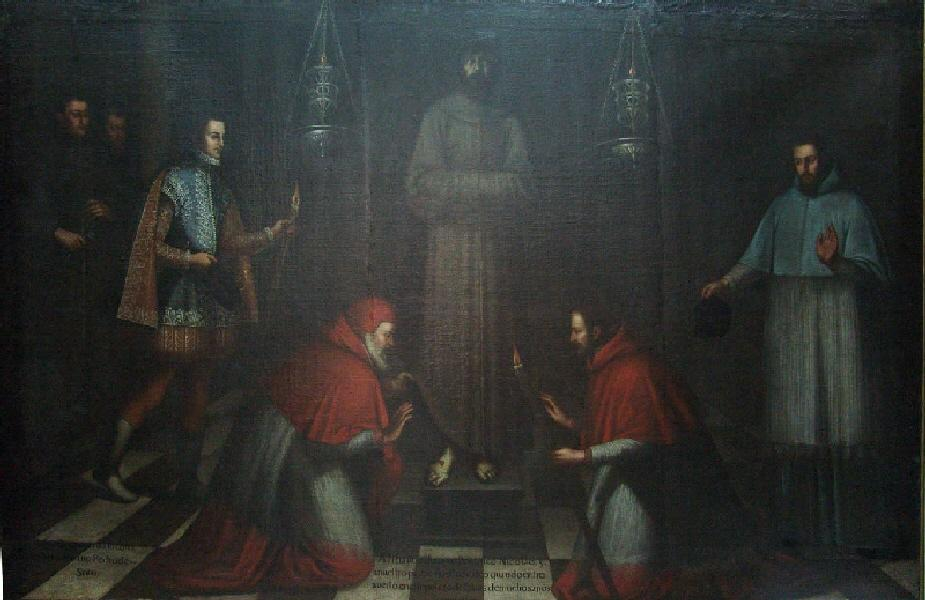
Nicolás V contemplando el cuerpo de San Francisco de Asís, de Miguel Jerónimo de Cieza. 1658. Museo de Bellas Artes de Granada.

En 1323, Juan XXII había reclamado una especie de regencia sobre el trono alemán mientras no se solucionase la disputa entre los dos aspirantes al trono Luis de Baviera y Federico de Austria. Sin embargo la mayoría de los príncipes electores eligieron a Luis, quien tomó el nombre de rey Luis IV. El Papa se negó a reconocer a Luis como rey alegando que este había asumido el título sin su confirmación oponiéndose a coronarlo como emperador del Sacro Imperio y excomulgándolo en 1324. Como represalia el rey Luis entró en Roma el 17 de enero de 1328 y se hizo coronar como emperador en el nombre del pueblo romano en la basílica de San Pedro, de manos de un prefecto laico, Sciarra Colonna.
Fue entonces cuando el emperador hizo declarar al papa Juan XXII, quien residía en Aviñón, como herético y luego hizo elegir como antipapa al franciscano Pietro Rainalducio, mediante votación de una asamblea de sacerdotes y laicos.  El antipapa fue coronado el 12 de mayo de 1328 en la basílica de San Pedro, tomando el nombre de Nicolás V. Luego de pasar cuatro meses en Roma, Nicolás se retiró a Viterbo bajo la protección del emperador.
A Nicolás V solo le rindieron obediencia los más apasionados partidarios de Luis en el Imperio, entre ellos Guillermo de Ockham, Miguel de Cesena y Marsilio de Padua y algunos enemigos de Juan XXII en Sicilia. Con mucha dificultad logró formar un nuevo grupo de cardenales y organizar la curia.
El 19 de febrero de 1329, el antipapa presidió una ceremonia en el Duomo de Pisa, donde un muñeco de paja con vestiduras pontificias que representaba a Juan XXII, fue formalmente condenado, degradado y entregado al brazo secular para ser condenado a la hoguera.

### Abandono del emperador
El 11 de abril de 1329, el emperador se vio obligado abandonar Pisa debido a la muerte de Federico de Austria y a la traición de Azzo Visconde en Milán, dejando a Nicolás V allí, lo que produjo que los pocos partidarios del antipapa se dividieran entre sí, y este tuvo que huir y esconderse en un castillo solitario.

### La excomunión
En abril de 1329 Juan XXII excomulgó a Nicolás V. Al obtener la esperanza de ser perdonado si se arrepentía, el antipapa hizo penitencia de sus pecados delante del arzobispo de Pisa. El 25 de agosto de 1330 hizo lo mismo delante del Papa en Aviñón, quien lo absolvió.

### Últimos años y fallecimiento
Su pontificado duró dos años, tras los cuales se sometió a su rival, pasando a vivir en la misma ciudad desde la que aquel reinaba, Aviñón, como prisionero en el Palacio papal. Allí murió el 16 de octubre de 1333 y su cuerpo fue sepultado en la iglesia de los Frailes Menores Conventuales cercana al Palacio de los papas de Aviñón.
Nicolás V fue el último antipapa nombrado por voluntad de un emperador.